# Jordi Casablancas Muntañola
Jordi Casablancas Muntañola (Barcelona, 1940-2001) fue un economista, diseñador industrial, de mobiliario y de interiores español.
Estudió Ciencias económicas en la Universidad de Barcelona y fue través de la empresa familiar que se introdujo en el mundo del diseño industrial ayudando su padre en la gestión de un negocio dedicado a la importación de mobiliario de oficina. Es en esta época que se sintió atraído por el diseño y la creación de mobiliario, hecho que lo empujó a estudiar en 1954 en un curso de Tecnología en el Centro Technique du Bois de París, donde conoció de primera mano la tradición de los ebanistas franceses y nuevas técnicas de producción, que influyeron enormemente en su manera de concebir y diseñar mobiliario.
A finales de los años sesenta se reincorporó a la empresa familiar, Muebles y Decoración Casablancas, como diseñador de muebles. Los primeros diseños de Jordi Casablancas ya se caracterizaban por el uso de la madera, las líneas rectas y el carácter popular, marcando una época en el diseño de interiores catalán.
Además de diseñador de mobiliario, Jordi Casablancas también fue proyectista de interiores como habitaciones infantiles y juveniles, cuartos de estar, etcétera, que lo llevaron a desarrollar una serie de sistemas de mobiliario de madera combinados con laminados de calidad.
Como diseñador de mobiliario estuvo seleccionado varias veces para los premios Delta ADI-FAD, concretamente, en los años 1964 con un prototipo de juguete, 1966 por mobiliario infantil, 1970 por una butaca puff, 1978 por una estantería y 1984 por la silla «S». También presentó varias composiciones de interiores en los salones monográficos Interiorismo 73 y Tecnogar 74, 75, 76, dentro del marco del certamen Hogarotel, donde obtuvo el premio de diseño de muebles.
Desde los años sesenta estuvo vinculado al FAD (Fomento de las Artes Decorativas), entidad de la cual fue contador (26/01/1976-24/01/1979), primer vocal (12/03/1975-26/01/1976) y vicepresidente (24/01/1979-25/03/1985), para llegar a la presidencia en 1985 (28 de marzo3), cargo que ostentó hasta el 13 de marzo de 1991. En 1992 se le otorgó la medalla de la entidad. Fue profesor en las escuelas Eina y Elisava de Barcelona.
Algunos de sus diseños más destacados son la silla S 6 (1966), el sillón S 5 (1979) o el armario cambiador (1970).